# Gervasio Deferr
Gervasio Deferr Ángel  (* 7. listopadu 1980 Premià de Mar) je bývalý španělský sportovní gymnasta. Gymnastice se věnoval od pěti let a kariéru ukončil v roce 2011.
Je dvojnásobným olympijským vítězem v přeskoku z let 2000 a 2004. V prostných byl na LOH 2004 čtvrtý a na LOH 2008 druhý. Na mistrovství světa ve sportovní gymnastice získal stříbrné medaile v prostných v letech 1999 a 2007. Druhé místo obsadil také na MS 2002, byl však dodatečně diskvalifikován po pozitivním testu na marihuanu. V roce 2000 vyhrál finále světového poháru v přeskoku a byl vicemistrem Evropy v prostných.
V roce 2000 získal spolu s cyklistou Joanem Llanerasem cenu pro španělského sportovce roku. Byl mu udělen Královský řád za sportovní zásluhy.
Jako trenér vedl olympijského medailistu Rayderleye Zapatu. Vystupoval v televizních soutěžích Splash! Famosos al agua a Ninja faktor. V roce 2017 podstoupil protialkoholní léčení.